# Bozal

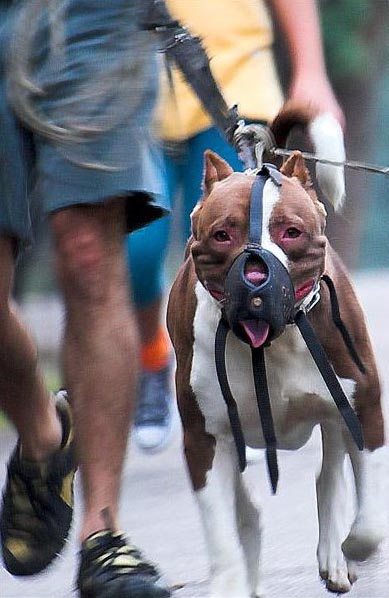
Pit bull con bozal de paseo.

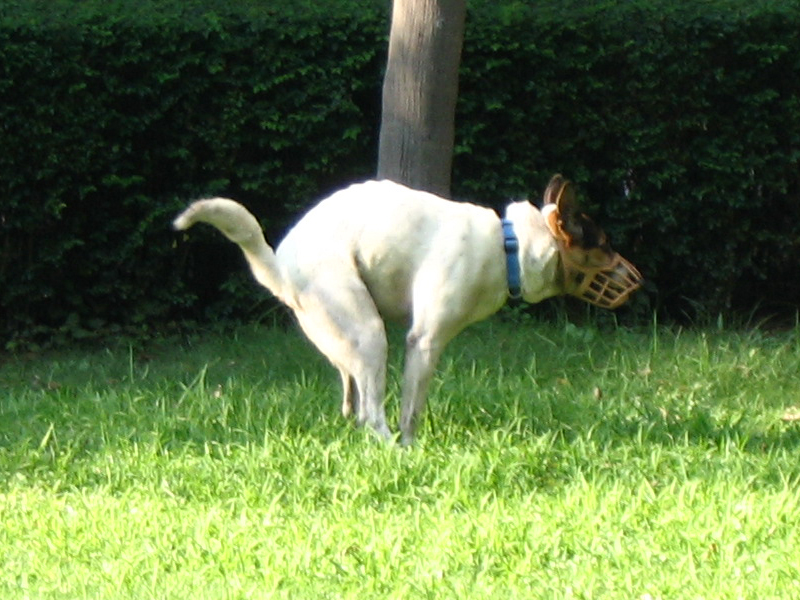
Perro con bozal defecando.

El bozal es un utensilio que se utiliza para cubrir el hocico de un animal con el fin de que este no pueda morder o comer. Otro tipo de bozal, el ronzal, es utilizado para atar caballos sin peligro de ahorcarlos o asfixiarlos, sin impedirles comer.

## Descripción
El bozal consiste en una estructura de cuero, plástico o metal que se adapta al hocico del animal al cual se fija por una cinta que pasa por detrás de la cabeza. El bozal se ajusta al hocico para impedir que el animal abra la boca pero es lo suficientemente abierto para permitirle respirar. 

## Usos
Los bozales se usan en diferentes situaciones: 
- En los animales de carga cuando trabajan en el campo para evitar que paren a comer.
- Se usa a menudo en las carreras de caballos.
- Por razones de seguridad, se ponen a los perros considerados agresivos cuando se sacan de paseo.

## Normativa
El uso de bozal es obligatorio en las razas consideradas como potencialmente peligrosas siempre que el perro se encuentre en un espacio público. Estas razas, según se establece por la ley, [cita requerida] son las siguientes:
- American Staffordshire terrier
- Rottweiler
- Pit bull terrier americano
- Staffordshire bull terrier
- Dogo argentino
- Akita Inu
- Tosa Inu
- Fila brasileiro
- Dogo de Burdeos
- Presa canario

En otras razas de perros el uso de bozal también es obligatorio en ciertas situaciones, como, por ejemplo, para viajar con él en metro o tren en el caso de las ciudades y países que lo permiten (salvo que el perro sea muy pequeño y pueda ir en un transportín).

## Tipos
Los bozales metálicos ya existían en tiempos de los romanos. 